# Éliminatoires de la Coupe du monde de football 2014, zone Europe, groupe H
Cet article donne les résultats des matches du groupe H de la zone Europe du tour préliminaire de la coupe du monde de football 2014.

## Classement
| Rang | Équipe      | Pts | J  | G | N | P  | Bp | Bc | Diff |  | Résultats (▼ dom., ► ext.) |     |     |     |     |     |     |
| ---- | ----------- | --- | -- | - | - | -- | -- | -- | ---- |  | -------------------------- | --- | --- | --- | --- | --- | --- |
| 1    | Angleterre  | 22  | 10 | 6 | 4 | 0  | 31 | 4  | +27  |  | Angleterre                 |     | 1-1 | 4-1 | 2-0 | 4-0 | 5-0 |
| 2    | Ukraine     | 21  | 10 | 6 | 3 | 1  | 28 | 4  | +24  |  | Ukraine                    | 0-0 |     | 0-1 | 1-0 | 2-1 | 9-0 |
| 3    | Monténégro  | 15  | 10 | 4 | 3 | 3  | 18 | 17 | +1   |  | Monténégro                 | 1-1 | 0-4 |     | 2-2 | 2-5 | 3-0 |
| 4    | Pologne     | 13  | 10 | 3 | 4 | 3  | 18 | 12 | +6   |  | Pologne                    | 1-1 | 1-3 | 1-1 |     | 2-0 | 5-0 |
| 5    | Moldavie    | 11  | 10 | 3 | 2 | 5  | 12 | 17 | -5   |  | Moldavie                   | 0-5 | 0-0 | 0-1 | 1-1 |     | 3-0 |
| 6    | Saint-Marin | 0   | 10 | 0 | 0 | 10 | 1  | 54 | -53  |  | Saint-Marin                | 0-8 | 0-8 | 0-6 | 1-5 | 0-2 |     |

- Saint-Marin est éliminé à la suite de sa défaite (5-0) en Pologne, le 26 mars 2013.
- La Moldavie est éliminé à la suite de sa défaite (4-0) en Angleterre, le 6 septembre 2013.

## Résultats et calendrier
Le calendrier du groupe H a été décidé le 23 novembre 2011 à Varsovie (Pologne).
| 1re journée                  | Monténégro                  | 2 – 2   | Pologne                                     | Podgorica City Stadium, Podgorica                   |                                                     |
| 7 septembre 2012 20:30 UTC+2 | Drinčić 27e · Vučinić 45+2e | (2 - 1) | 6e (pen.) Błaszczykowski · 55e Mierzejewski | Spectateurs : 11 420 Arbitrage : Kristinn Jakobsson | Spectateurs : 11 420 Arbitrage : Kristinn Jakobsson |
| 7 septembre 2012 20:30 UTC+2 | Rapport                     |         |                                             | Spectateurs : 11 420 Arbitrage : Kristinn Jakobsson | Spectateurs : 11 420 Arbitrage : Kristinn Jakobsson |

|             | Moldavie | 0 – 5   | Angleterre                                                  | Stade Zimbru, Chișinău                               |                                                      |
| 21:45 UTC+3 |          | (0 - 3) | 4e (pen.) 29e Lampard · 32e Defoe · 74e Milner · 83e Baines | Spectateurs : 10 500 Arbitrage : Pol van Boekel (en) | Spectateurs : 10 500 Arbitrage : Pol van Boekel (en) |
| 21:45 UTC+3 | Rapport  |         |                                                             | Spectateurs : 10 500 Arbitrage : Pol van Boekel (en) | Spectateurs : 10 500 Arbitrage : Pol van Boekel (en) |

| 2e journée                    | Saint-Marin | 0 – 6   | Monténégro                                                        | Stadio Olimpico, Serravalle                     |                                                 |
| 11 septembre 2012 20:30 UTC+2 |             | (0 - 2) | 24e Đorđević · 26e 51e Bećiraj · 69e Zverotić · 78e 82e Delibašić | Spectateurs : 1 947 Arbitrage : Neil Doyle (en) | Spectateurs : 1 947 Arbitrage : Neil Doyle (en) |
| 11 septembre 2012 20:30 UTC+2 | Rapport     |         |                                                                   | Spectateurs : 1 947 Arbitrage : Neil Doyle (en) | Spectateurs : 1 947 Arbitrage : Neil Doyle (en) |

|             | Pologne                                    | 2 – 0   | Moldavie | Stadion Miejski, Wrocław                            |                                                     |
| 20:45 UTC+2 | Błaszczykowski 33e (pen.) · Wawrzyniak 81e | (1 - 0) |          | Spectateurs : 26 145 Arbitrage : Ilias Spathas (en) | Spectateurs : 26 145 Arbitrage : Ilias Spathas (en) |
| 20:45 UTC+2 | Rapport                                    |         |          | Spectateurs : 26 145 Arbitrage : Ilias Spathas (en) | Spectateurs : 26 145 Arbitrage : Ilias Spathas (en) |

|             | Angleterre         | 1 – 1   | Ukraine         | Wembley Stadium, Londres                      |                                               |
| 20:00 UTC+1 | Lampard 87e (pen.) | (0 - 1) | 39e Konoplianka | Spectateurs : 68 102 Arbitrage : Cüneyt Çakır | Spectateurs : 68 102 Arbitrage : Cüneyt Çakır |
| 20:00 UTC+1 | Rapport            |         |                 | Spectateurs : 68 102 Arbitrage : Cüneyt Çakır | Spectateurs : 68 102 Arbitrage : Cüneyt Çakır |

| 3e journée                  | Angleterre                                                       | 5 – 0   | Saint-Marin | Wembley Stadium, Londres                           |                                                    |
| 12 octobre 2012 20:00 UTC+1 | Rooney 35e (pen.) 70e · Welbeck 37e 72e · Oxlade-Chamberlain 77e | (2 - 0) |             | Spectateurs : 86 645 Arbitrage : Gediminas Mažeika | Spectateurs : 86 645 Arbitrage : Gediminas Mažeika |
| 12 octobre 2012 20:00 UTC+1 | Rapport                                                          |         |             | Spectateurs : 86 645 Arbitrage : Gediminas Mažeika | Spectateurs : 86 645 Arbitrage : Gediminas Mažeika |

|             | Moldavie | 0 – 0 | Ukraine | Stade Zimbru, Chișinău                          |                                                 |
| 21:00 UTC+3 |          |       |         | Spectateurs : 12 500 Arbitrage : Clément Turpin | Spectateurs : 12 500 Arbitrage : Clément Turpin |
| 21:00 UTC+3 | Rapport  |       |         | Spectateurs : 12 500 Arbitrage : Clément Turpin | Spectateurs : 12 500 Arbitrage : Clément Turpin |

| 4e journée                  | Ukraine | 0 – 1   | Monténégro     | NSC Olimpiski, Kiev                                   |                                                       |
| 16 octobre 2012 21:00 UTC+3 |         | (0 - 1) | 45e Damjanović | Spectateurs : 50 597 Arbitrage : Michális Koukoulákis | Spectateurs : 50 597 Arbitrage : Michális Koukoulákis |
| 16 octobre 2012 21:00 UTC+3 | Rapport |         |                | Spectateurs : 50 597 Arbitrage : Michális Koukoulákis | Spectateurs : 50 597 Arbitrage : Michális Koukoulákis |

|             | Saint-Marin | 0 – 2   | Moldavie                       | Stadio Olimpico, Serravalle                 |                                             |
| 20:30 UTC+2 |             | (0 - 0) | 72e (pen.) Dadu · 78e Epureanu | Spectateurs : 736 Arbitrage : Marios Panayi | Spectateurs : 736 Arbitrage : Marios Panayi |
| 20:30 UTC+2 | Rapport     |         |                                | Spectateurs : 736 Arbitrage : Marios Panayi | Spectateurs : 736 Arbitrage : Marios Panayi |

| 17 octobre 2012 | Pologne  | 1 – 1   | Angleterre | Stadion Narodowy, Varsovie                       |                                                  |
| 17:00 UTC+2     | Glik 70e | (0 - 1) | 31e Rooney | Spectateurs : 47 000 Arbitrage : Gianluca Rocchi | Spectateurs : 47 000 Arbitrage : Gianluca Rocchi |
| 17:00 UTC+2     | Rapport  |         |            | Spectateurs : 47 000 Arbitrage : Gianluca Rocchi | Spectateurs : 47 000 Arbitrage : Gianluca Rocchi |

| 5e journée                   | Monténégro                       | 3 – 0   | Saint-Marin | Podgorica City Stadium, Podgorica            |                                              |
| 14 novembre 2012 18:00 UTC+1 | Delibašić 14e 31e · Zverotić 68e | (2 - 0) |             | Spectateurs : 7 158 Arbitrage : Sandor Szabo | Spectateurs : 7 158 Arbitrage : Sandor Szabo |
| 14 novembre 2012 18:00 UTC+1 | Rapport                          |         |             | Spectateurs : 7 158 Arbitrage : Sandor Szabo | Spectateurs : 7 158 Arbitrage : Sandor Szabo |

| 6e journée               | Saint-Marin | 0 – 8   | Angleterre | Stadio Olimpico, Serravalle                 |                                             |
| 22 mars 2013 21:00 UTC+1 |             | (0 - 5) | 12e (csc) Della Valle · 28e Oxlade-Chamberlain · 34e 77e Defoe · 39e Young · 42e Lampard · 54e Rooney · 70e Sturridge | Spectateurs : 4 952 Arbitrage : Alain Bieri | Spectateurs : 4 952 Arbitrage : Alain Bieri |
| 22 mars 2013 21:00 UTC+1 | Rapport     |         | | Spectateurs : 4 952 Arbitrage : Alain Bieri | Spectateurs : 4 952 Arbitrage : Alain Bieri |

|             | Pologne      | 1 – 3   | Ukraine                                    | Stadion Narodowy, Varsovie                      |                                                 |
| 20:45 UTC+1 | Piszczek 18e | (1 - 3) | 2e Iarmolenko · 7e Houssiev · 45e Zozoulia | Spectateurs : 55 565 Arbitrage : Pavel Královec | Spectateurs : 55 565 Arbitrage : Pavel Královec |
| 20:45 UTC+1 | Rapport      |         |                                            | Spectateurs : 55 565 Arbitrage : Pavel Královec | Spectateurs : 55 565 Arbitrage : Pavel Královec |

|             | Moldavie | 0 – 1   | Monténégro  | Stade Zimbru, Chișinău                         |                                                |
| 21:30 UTC+2 |          | (0 - 0) | 78e Vučinić | Spectateurs : 5 400 Arbitrage : Daniele Orsato | Spectateurs : 5 400 Arbitrage : Daniele Orsato |
| 21:30 UTC+2 | Rapport  |         |             | Spectateurs : 5 400 Arbitrage : Daniele Orsato | Spectateurs : 5 400 Arbitrage : Daniele Orsato |

| 7e journée               | Monténégro     | 1 – 1   | Angleterre | Podgorica City Stadium, Podgorica               |                                                 |
| 26 mars 2013 21:00 UTC+1 | Damjanović 75e | (0 - 1) | 6e Rooney  | Spectateurs : 11 300 Arbitrage : Jonas Eriksson | Spectateurs : 11 300 Arbitrage : Jonas Eriksson |
| 26 mars 2013 21:00 UTC+1 | Rapport        |         |            | Spectateurs : 11 300 Arbitrage : Jonas Eriksson | Spectateurs : 11 300 Arbitrage : Jonas Eriksson |

|             | Pologne                                                                           | 5 – 0   | Saint-Marin | Stadion Narodowy, Varsovie                         |                                                    |
| 20:45 UTC+1 | Lewandowski 21e (pen.) 50e (pen.) · Piszczek 28e · Teodorczyk 60e · Kosecki 90+2e | (2 - 0) |             | Spectateurs : 43 008 Arbitrage : Ken Henry Johnsen | Spectateurs : 43 008 Arbitrage : Ken Henry Johnsen |
| 20:45 UTC+1 | Rapport                                                                           |         |             | Spectateurs : 43 008 Arbitrage : Ken Henry Johnsen | Spectateurs : 43 008 Arbitrage : Ken Henry Johnsen |

|             | Ukraine                          | 2 – 1   | Moldavie    | Stade Tchernomorets, Odessa                  |                                              |
| 21:00 UTC+2 | Iarmolenko 61e · Khatcheridi 70e | (0 - 0) | 80e Suvorov | Spectateurs : 31 948 Arbitrage : Kenn Hansen | Spectateurs : 31 948 Arbitrage : Kenn Hansen |
| 21:00 UTC+2 | Rapport                          |         |             | Spectateurs : 31 948 Arbitrage : Kenn Hansen | Spectateurs : 31 948 Arbitrage : Kenn Hansen |

| 8e journée              | Monténégro | 0 – 4   | Ukraine                                                     | Podgorica City Stadium, Podgorica             |                                               |
| 7 juin 2013 20:30 UTC+2 |            | (0 - 0) | 51e Harmach · 77e Konoplianka · 84e Fedetsky · 90+3e Bezous | Spectateurs : 11 996 Arbitrage : Manuel Gräfe | Spectateurs : 11 996 Arbitrage : Manuel Gräfe |
| 7 juin 2013 20:30 UTC+2 | Rapport    |         |                                                             | Spectateurs : 11 996 Arbitrage : Manuel Gräfe | Spectateurs : 11 996 Arbitrage : Manuel Gräfe |

|             | Moldavie      | 1 – 1   | Pologne           | Stade Zimbru, Chișinău                                          |                                                                 |
| 21:15 UTC+3 | Sidorenco 36e | (1 - 1) | 6e Błaszczykowski | Spectateurs : 8 726 Arbitrage : Fernando Teixeira Vitienes (en) | Spectateurs : 8 726 Arbitrage : Fernando Teixeira Vitienes (en) |
| 21:15 UTC+3 | Rapport       |         |                   | Spectateurs : 8 726 Arbitrage : Fernando Teixeira Vitienes (en) | Spectateurs : 8 726 Arbitrage : Fernando Teixeira Vitienes (en) |

| 9e journée                   | Ukraine | 9 – 0   | Saint-Marin | Arena Lviv, Lviv                                 |                                                  |
| 6 septembre 2013 21:00 UTC+3 | Dević 11e · Selezniov 26e · Edmar 32e · Khatcheridi 45+1e 54e · Konoplianka 50e · Bezous 63e · Fedetsky 74e · Rakitsky 90+3e | (4 - 0) |             | Spectateurs : 34 190 Arbitrage : Neil Doyle (en) | Spectateurs : 34 190 Arbitrage : Neil Doyle (en) |
| 6 septembre 2013 21:00 UTC+3 | Rapport |         |             | Spectateurs : 34 190 Arbitrage : Neil Doyle (en) | Spectateurs : 34 190 Arbitrage : Neil Doyle (en) |

|             | Angleterre                                    | 4 – 0   | Moldavie | Wembley Stadium, Londres                            |                                                     |
| 20:00 UTC+1 | Gerrard 12e · Lambert 27e · Welbeck 45+1e 50e | (3 - 0) |          | Spectateurs : 61 607 Arbitrage : Ivan Kružliak (en) | Spectateurs : 61 607 Arbitrage : Ivan Kružliak (en) |
| 20:00 UTC+1 | Rapport                                       |         |          | Spectateurs : 61 607 Arbitrage : Ivan Kružliak (en) | Spectateurs : 61 607 Arbitrage : Ivan Kružliak (en) |

|             | Pologne         | 1 – 1   | Monténégro     | Stadion Narodowy, Varsovie                     |                                                |
| 20:45 UTC+2 | Lewandowski 16e | (1 - 1) | 11e Damjanović | Spectateurs : 45 652 Arbitrage : Björn Kuipers | Spectateurs : 45 652 Arbitrage : Björn Kuipers |
| 20:45 UTC+2 | Rapport         |         |                | Spectateurs : 45 652 Arbitrage : Björn Kuipers | Spectateurs : 45 652 Arbitrage : Björn Kuipers |

| 10e journée                   | Ukraine | 0 – 0   | Angleterre | NSC Olimpiski, Kiev                            |                                                |
| 10 septembre 2013 21:45 UTC+3 |         | (0 - 0) |            | Spectateurs : 69 890 Arbitrage : Pedro Proença | Spectateurs : 69 890 Arbitrage : Pedro Proença |
| 10 septembre 2013 21:45 UTC+3 | Rapport |         |            | Spectateurs : 69 890 Arbitrage : Pedro Proença | Spectateurs : 69 890 Arbitrage : Pedro Proença |

|             | Saint-Marin     | 1 – 5   | Pologne                                                                | Stadio Olimpico, Serravalle                |                                            |
| 20:45 UTC+2 | Della Valle 22e | (1 - 3) | 10e 66e Zieliński · 23e Błaszczykowski · 33e Sobota · 75e Mierzejewski | Spectateurs : 1 597 Arbitrage : Marco Borg | Spectateurs : 1 597 Arbitrage : Marco Borg |
| 20:45 UTC+2 | Rapport         |         |                                                                        | Spectateurs : 1 597 Arbitrage : Marco Borg | Spectateurs : 1 597 Arbitrage : Marco Borg |

| 11e journée                 | Moldavie                       | 3 – 0   | Saint-Marin | Stade Zimbru, Chișinău                                    |                                                           |
| 11 octobre 2013 19:00 UTC+3 | Frunză 55e · Sidorenco 59e 89e | (0 - 0) |             | Spectateurs : 7 348 Arbitrage : Ignasi Villamayor Rozados | Spectateurs : 7 348 Arbitrage : Ignasi Villamayor Rozados |

|             | Ukraine        | 1 – 0   | Pologne | Stade Metalist, Kharkiv                         |                                                 |
| 21:00 UTC+3 | Iarmolenko 64e | (0 - 0) |         | Spectateurs : 39 126 Arbitrage : Jonas Eriksson | Spectateurs : 39 126 Arbitrage : Jonas Eriksson |

|             | Angleterre                                                              | 4 – 1   | Monténégro     | Wembley Stadium, Londres                                  |                                                           |
| 20:00 UTC+1 | Rooney 48e · Bošković 62e (csc) · Townsend 78e · Sturridge 90+3e (pen.) | (0 - 0) | 71e Damjanović | Spectateurs : 83 807 Arbitrage : Alberto Undiano Mallenco | Spectateurs : 83 807 Arbitrage : Alberto Undiano Mallenco |

| 12e journée                 | Angleterre               | 2–0   | Pologne | Wembley Stadium, Londres                       |                                                |
| 15 octobre 2013 20:00 UTC+1 | Rooney 41e · Gerrard 88e | (1–0) |         | Spectateurs : 85 186 Arbitrage : Damir Skomina | Spectateurs : 85 186 Arbitrage : Damir Skomina |

|             | Saint-Marin | 0–8   | Ukraine                                                                           | Stadio Olimpico,Serravalle                     |                                                |
| 21:00 UTC+2 |             | (0–3) | Selezniov 13sp · Dević 15e (51) 58e · Iarmolenko 55e · Bezous 66e · Mandziouk 90e | Spectateurs : 1 268 Arbitrage : Harald Lechner | Spectateurs : 1 268 Arbitrage : Harald Lechner |

|             | Monténégro   | 2–5   | Moldavie                                                   | Podgorica City Stadium, Podgorica |                                  |
| 21:00 UTC+2 | Jovetić 55sp | (0–1) | Antoniuc 28e (89) · Armas 62e · Sidorenco 64e · Ionita 73e | Arbitrage : Robert Schörgenhofer  | Arbitrage : Robert Schörgenhofer |

## Buteurs
Au 17 juin 2013, 61 buts ont été inscrits au cours des 19 rencontres disputées, soit une moyenne de 3,21 buts/match.
| 5 buts - Wayne Rooney | 4 buts - Frank Lampard - Andrija Delibašić - Eugen Sidorenco - Marko Dević - Andri Iarmolenko | 3 buts - Jermain Defoe - Jakub Błaszczykowski - Roman Bezous - Ievhen Khatecheridi - Ievhen Konoplianka - Ievhen Selezniov |

2 buts
| - Alex Oxlade-Chamberlain - Danny Welbeck - Fatos Bećiraj - Dejan Damjanović | - Mirko Vučinić - Elsad Zverotić - Robert Lewandowski - Łukasz Piszczek | - Artem Fedetsky |

1 but
| - Leighton Baines - James Milner - Daniel Sturridge - Ashley Young - Serghei Dadu - Alexandru Epureanu - Alexandr Suvorov | - Luka Djordjevic - Nikola Drinčić - Kamil Glik - Jakub Kosecki - Adrian Mierzejewski - Łukasz Teodorczyk - Jakub Wawrzyniak | - Alessandro Della Valle - Edmar - Denys Harmach - Oleh Houssiev - Vitali Mandziouk - Iarioslav Rakitsky - Roman Zozoulia |

But contre son camp
- Alessandro Della Valle (pour l'Angleterre )